# Aristelliger cochranae
L'Aristelliger cochranae (Grant, 1931), indicato anche come Geco gracidante di Cochran, Geco caraibico di Cochran e Geco di Navassa, è un sauro arboricolo del genere Aristelliger, famiglia Sphaerodactylidae, descritto per la prima volta nel 1931 da Chapman Grant e la cui classificazione è un omaggio all'erpetologa e artista Doris Mable Cochran. La specie, endemica dell'isola Navassa, è indicata come "gracidante" in uno dei suoi nomi comuni a causa del gracidio emesso dai maschi nel periodo dell'accoppiamento.

## Biologia
Sono gechi notturni e arboricoli, si nutrono di insetti.